# 룽옌시
룽옌(한국어: 용암, 중국어: 龍岩, 병음: Lóngyán)은 푸젠성 남서쪽에 위치한 지급시이다.

## 지리
주룽강과 팅강의 상류에 위치한다. 북쪽으로 싼밍, 동쪽으로 취안저우, 남동쪽으로 장저우, 서쪽과 남쪽으로 각각 장시성, 광둥성과 접한다.

## 기후
| 룽옌시의 기후                                                 | 룽옌시의 기후 | 룽옌시의 기후 | 룽옌시의 기후 | 룽옌시의 기후 | 룽옌시의 기후 | 룽옌시의 기후 | 룽옌시의 기후 | 룽옌시의 기후 | 룽옌시의 기후 | 룽옌시의 기후 | 룽옌시의 기후 | 룽옌시의 기후 | 룽옌시의 기후   |
| 월                                                            | 1월           | 2월           | 3월           | 4월           | 5월           | 6월           | 7월           | 8월           | 9월           | 10월          | 11월          | 12월          | 연간            |
| ------------------------------------------------------------- | ------------- | ------------- | ------------- | ------------- | ------------- | ------------- | ------------- | ------------- | ------------- | ------------- | ------------- | ------------- | --------------- |
| 역대 최고 기온 °C (°F)                                        | 28.1 (82.6)   | 29.8 (85.6)   | 31.5 (88.7)   | 33.9 (93.0)   | 35.0 (95.0)   | 37.5 (99.5)   | 39.0 (102.2)  | 37.1 (98.8)   | 36.6 (97.9)   | 35.2 (95.4)   | 34.6 (94.3)   | 28.1 (82.6)   | 39.0 (102.2)    |
| 일평균 최고 기온 °C (°F)                                      | 17.9 (64.2)   | 19.2 (66.6)   | 21.5 (70.7)   | 25.6 (78.1)   | 28.7 (83.7)   | 30.8 (87.4)   | 33.2 (91.8)   | 32.8 (91.0)   | 31.2 (88.2)   | 27.9 (82.2)   | 23.9 (75.0)   | 19.3 (66.7)   | 26.0 (78.8)     |
| 일일 평균 기온 °C (°F)                                        | 12.2 (54.0)   | 13.8 (56.8)   | 16.4 (61.5)   | 20.5 (68.9)   | 23.7 (74.7)   | 26.0 (78.8)   | 27.4 (81.3)   | 26.9 (80.4)   | 25.5 (77.9)   | 22.1 (71.8)   | 18.0 (64.4)   | 13.2 (55.8)   | 20.5 (68.9)     |
| 일평균 최저 기온 °C (°F)                                      | 8.4 (47.1)    | 10.3 (50.5)   | 13.0 (55.4)   | 16.9 (62.4)   | 20.2 (68.4)   | 22.8 (73.0)   | 23.6 (74.5)   | 23.3 (73.9)   | 21.8 (71.2)   | 17.9 (64.2)   | 13.8 (56.8)   | 9.3 (48.7)    | 16.8 (62.2)     |
| 역대 최저 기온 °C (°F)                                        | −1.9 (28.6)   | −0.8 (30.6)   | −0.9 (30.4)   | 5.6 (42.1)    | 12.1 (53.8)   | 15.4 (59.7)   | 19.4 (66.9)   | 17.7 (63.9)   | 13.8 (56.8)   | 6.0 (42.8)    | 1.4 (34.5)    | −3.0 (26.6)   | −3.0 (26.6)     |
| 평균 강수량 mm (인치)                                         | 68.5 (2.70)   | 95.6 (3.76)   | 177.4 (6.98)  | 190.6 (7.50)  | 260.4 (10.25) | 331.0 (13.03) | 179.2 (7.06)  | 235.7 (9.28)  | 134.2 (5.28)  | 46.8 (1.84)   | 45.3 (1.78)   | 48.0 (1.89)   | 1,812.7 (71.35) |
| 평균 강수일수 (≥ 0.1 mm)                                      | 8.9           | 11.9          | 17.2          | 16.6          | 18.0          | 19.4          | 15.5          | 17.6          | 12.0          | 5.7           | 6.2           | 7.1           | 156.1           |
| 평균 강설일수                                                 | 0.2           | 0             | 0             | 0             | 0             | 0             | 0             | 0             | 0             | 0             | 0             | 0             | 0.2             |
| 평균 상대 습도 (%)                                            | 72            | 75            | 77            | 77            | 77            | 79            | 75            | 78            | 75            | 70            | 70            | 71            | 75              |
| 평균 월간 일조시간                                            | 122.5         | 98.0          | 92.3          | 107.5         | 118.7         | 129.7         | 202.5         | 184.2         | 170.0         | 176.6         | 156.6         | 145.3         | 1,703.9         |
| 가능 일조율                                                   | 37            | 31            | 25            | 28            | 29            | 32            | 49            | 46            | 47            | 50            | 48            | 44            | 39              |
| 출처: 중국기상국 (평년값: 1991년~2020년, 극값: 1971년~2010년) |               |               |               |               |               |               |               |               |               |               |               |               |                 |

## 역사
당나라 때인 736년에 푸젠 서쪽(闽西)에 팅저우군이 설치되었고 창팅, 황롄, 신뤄현을 관할하였다. 6년 후에 신뤄는 주변에 위치한 풍광이 좋기로 유명한 동굴에서 이름을 따와 룽옌으로 이름을 바꾸었다.
고대에 중원의 전쟁과 북방 민족의 공격 때문에 많은 한족들이 중원에서 룽옌으로 이주해왔고 이들은 현재 하카(客家)라 불리는 이들의 조상이다. 창팅은 흔히 하카인들의 고향으로 여겨지고 팅 강은 하카인들에게 "어머니 강"으로 불린다.
1734년에 룽옌은 청나라에 의해 룽옌 부로 지정되었다. 1913년에 예전의 이름인 룽옌현으로 복원되었고 1981년에 룽옌시가 설치되었다.

## 경제
룽옌은 샤먼, 취안저우, 장저우의 상품 유통을 위한 전략적 중심이다. 또한 광둥성과 장시성의 교역을 위한 관문 역할을 한다. 룽옌은 내륙과 해안 지역을 연결한다.
룽옌은 천연 자원이 풍부한 주요 광물 매장 지역이자 삼림 지역이다. 지린 광업이 생산하는 담배는 지역 경제에 중요한 역할을 한다.

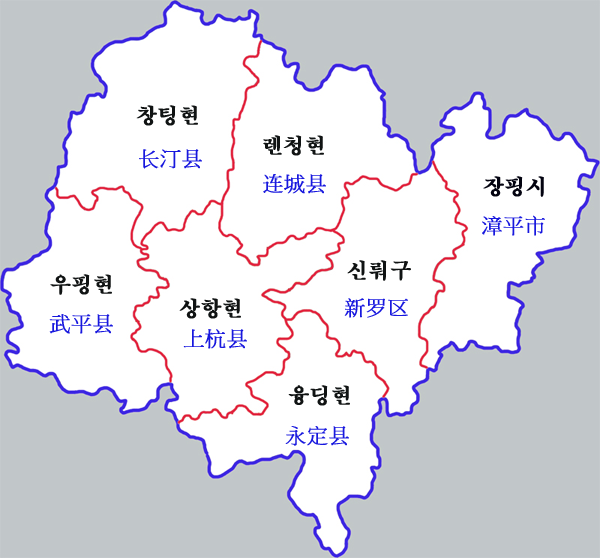
룽옌시 현급구역

## 행정 구역
2개의 시할구, 1개의 현급시, 4개의 현을 관할한다.
시할구
- 신뤄구(新罗区)
- 융딩구(永定区)

현급시
- 장핑시(漳平市)

현
- 창팅현(长汀县)
- 상항현(上杭县)
- 우핑현(武平县)
- 롄청현(连城县)

## 교통

### 항공
- 룽옌 관즈샨 공항

### 철도
- 룽옌역 (중국철로고속 이용가능)

## 같이 보기
- 푸젠 토루